# Мечеть Ертогрулгази
Мечеть Ертогрулгази або Мечеть Азаді (туркм. Ärtogrulgazy metjidi) — одна з найкрасивіших мечетей Ашгабата, побудована в турецькому стилі, є найбільшою в місті. Налічує чотири мінарети. Одна з перших мечетей, побудованих після здобуття незалежності Туркменістану, на початку 1990-х. Названа на честь тюркського правителя Ертогрула.

## Історія
Задум побудувати мечеть запропоновав у 1992 прем'єр-міністр Туреччини Сулейман Демірель.
12 січня 1993 закладено фундамент . При будівництві було кілька випадкових смертей, внаслідок чого деякі віруючі переконані, що мечеть приносить невдачу.
Відкрита в 1998 і названа на честь Османського султана Ертогрула. Має зовнішню схожість зі стамбульською Блакитною мечеттю, оскільки побудована в класичному османському стилі.